# Аффинная эквивалентность
Два множества {\displaystyle A,B\in \mathbb {R} ^{n}} называются аффинно эквивалентными, если существует аффинное преобразование {\displaystyle f:\mathbb {R} ^{n}\to \mathbb {R} ^{n}}, переводящее {\displaystyle A} в {\displaystyle B}, т.е. {\displaystyle f(A)=B}.
Аффинная эквивалентность является отношением эквивалентности  на  множестве всех подмножеств {\displaystyle {\mathcal {P}}(\mathbb {R} ^{n})} множества {\displaystyle \mathbb {R} ^{n}} и, в частности, на любом подмножестве {\displaystyle X\subset {\mathcal {P}}(\mathbb {R} ^{n})}.
Например, если {\displaystyle X\subset {\mathcal {P}}(\mathbb {R} ^{2})} —- множество всех  неприводимых коник  на плоскости, то аффинная эквивалентность разбивает его на четыре  класса эквивалентности, представителями которых являются четыре стандартные коники:
- {\displaystyle x^{2}+y^{2}\,=1}  — вещественная единичная окружность;
- {\displaystyle x^{2}-y^{2}\,=1}  — равнобочная гипербола;
- {\displaystyle y=x^{2}}  — стандартная парабола;
- {\displaystyle x^{2}+y^{2}\,=-1}  — мнимая окружность.

Другими словами, аффинная эквивалентность доставляет аффинную классификацию коник на плоскости: каждая неприводимая коника на плоскости аффинно эквивалентна только одной из перечисленных стандартных коник.